# Shahrekord
Shahr-e Kord (Farsi: شهركرد), ook geschreven als Shahrekord of Shahr Kord is de hoofdstad van de provincie Chahar Mahaal en Bakhtiari in Iran. Het is ook de grootste stad van de provincie met 190.000 inwoners in 2016.
Shahr-e Kord is bekend om zijn natuurlijke omgeving met riviertjes en watervallen. Door de hoge ligging is het niet te heet in de zomer en vrij koud in de winter. Er is een ski-resort (Bardeh) op ongeveer 35 km afstand.

## Naam
Shahr-e Kord betekent letterlijk "Stad van de Koerden". In de oudheid werd de plaats "Dezh Gord" (دژگرد) genoemd, waarin dezh (دژ) "fort" betekent en gord (گرد) "held". Na de islamisering van Perzië veranderde de naam in "Deh Kord" (دهكرد); hierin betekent deh (ده) "dorp" en gord werd kord omdat het Arabisch alfabet de letter "g" mist. Andere voorbeelden van steden waarbij onder Arabische invloed de naam veranderde, zijn Chamgordan, Boroujerd en Dezful, die voor de islamitische verovering Chamgord, Borougord en Dezhpol heetten. In 1935 werd de naam uiteindelijk veranderd naar Shahr-e Kord (shahr = stad).

## Geschiedenis
In Shahr-e Kord zijn munten gevonden die dateren uit de tijd van de Sassaniden en het Parthische Rijk. Het Sotudeh-huis, een voormalig paleis van de regionale khan, ligt enkele kilometers buiten de stad. Op circa 40 km ten zuiden van de stad ligt het Dezak historisch museum.

## Bevolking
In Shahr-e Kord wonen mensen van drieërlei achtergrond. De Bachtiari, Qashqai en inheemse Farsi-sprekers. Alle inwoners spreken Farsi als lingua franca. Aangenomen wordt dat Shahr-e Kord ontstond vanuit nomadische boeren omdat er in de omgeving veel weiden zijn en enkele bronnen. De plaats ontwikkelde zich verder door immigranten uit Isfahan en uit de dorpen rond Shahr-e Kord. De meesten begonnen met het opbouwen van een bestaan in de landbouw of fruitteelt, het maken van stoffen en kleding, vegetarische olie en wolhandel.

## Ligging en klimaat
Shahr-e Kord ligt ongeveer 90 km ten zuidwesten van Isfahan; de afstand tot Teheran is ruim 500 km. Het ligt in het noorden van het Zagrosgebergte, de hoogste toppen liggen ten westen en zuiden van de stad. Gelegen op 2070 meter boven zeeniveau, is het de hoogstgelegen provinciehoofdstad van Iran.
Shahr-e Kord heeft een koud steppeklimaat (code BSk), met een groot verschil tussen de hoogste en laagste temperaturen. De gemiddelde jaartemperatuur is ongeveer 11 °C. De maximumtemperatuur overdag bedraagt in juli gemiddeld 34,5°C, in januari 4,7°C. Het nachtelijk minimum in juli is 15° en in januari -8°C.
Omdat het Zagrosgebergte de wind uit de Perzische Golf deels tegenhoudt, is het er veel droger dan in bijvoorbeeld Yasuj. De gemiddelde jaarlijkse neerslag bedraagt 330 mm, met in december en januari 60 mm per maand. In de winter kan er sneeuw vallen, die met name op de bergen langer blijft liggen. Van juni t/m september valt vrijwel geen neerslag.

## Economie
In de stad en omgeving bevinden zich enkele ondernemingen:
- Barfab Company produceert huishoudelijke apparatuur o.a. aico's, boilers, koel- en vrieskasten en wasmachines. Het is de grootste private werkgever in de provincie.
- Shahrekord Cement Co. is gelegen in de bergen op 35 km van de stad.
- Farokh Shahr Steel Industries is gelegen op 10 km van de stad en produceert gegalvaniseerde staalplaten.
- een textielgroothandel, met stoffen voor kleding.
- PAK PAY Co., een zuivelfabriek.
- Photonic and Optoelectronic Research Group Onderzoek en ontwerp van micro- en nano-fotonische apparaten, waaronder fotonische kristalvezels en golfgeleiders, fotonische chips etc. Ze werken samen met de Islamic Azad University, Shahr-e Kord Branch

### Vliegveld
Shahrekord Airport ligt aan de zuidkant van de stad. Er worden vluchten uitgevoerd op Teheran en Mashhad.

## Onderwijs

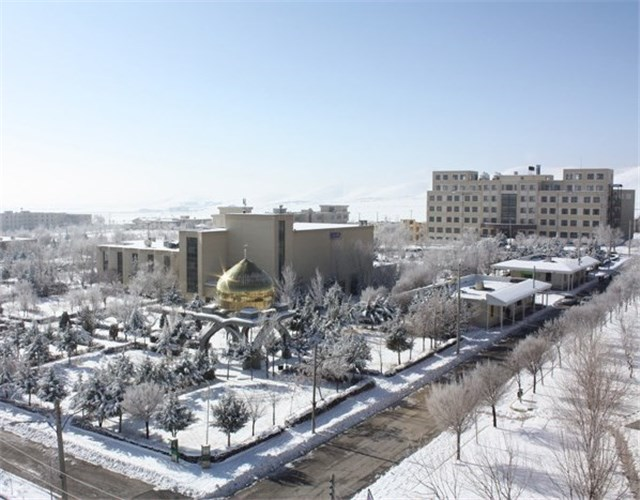
Azad Universiteit, Shar-e Kord met ruim 7000 studenten

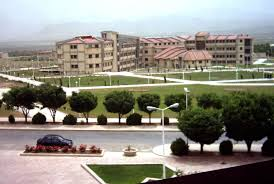
Shahr-e Kord Universiteit met ruim 5000 studenten

De stad telt drie universiteiten, de Shahr-e Kord universiteit met 5500 studenten, een medische universiteit met 1600 studenten en de Islamitische Azad universiteit met circa 7000 studenten, een van de populairste universiteiten in Iran.

## Afbeeldingen

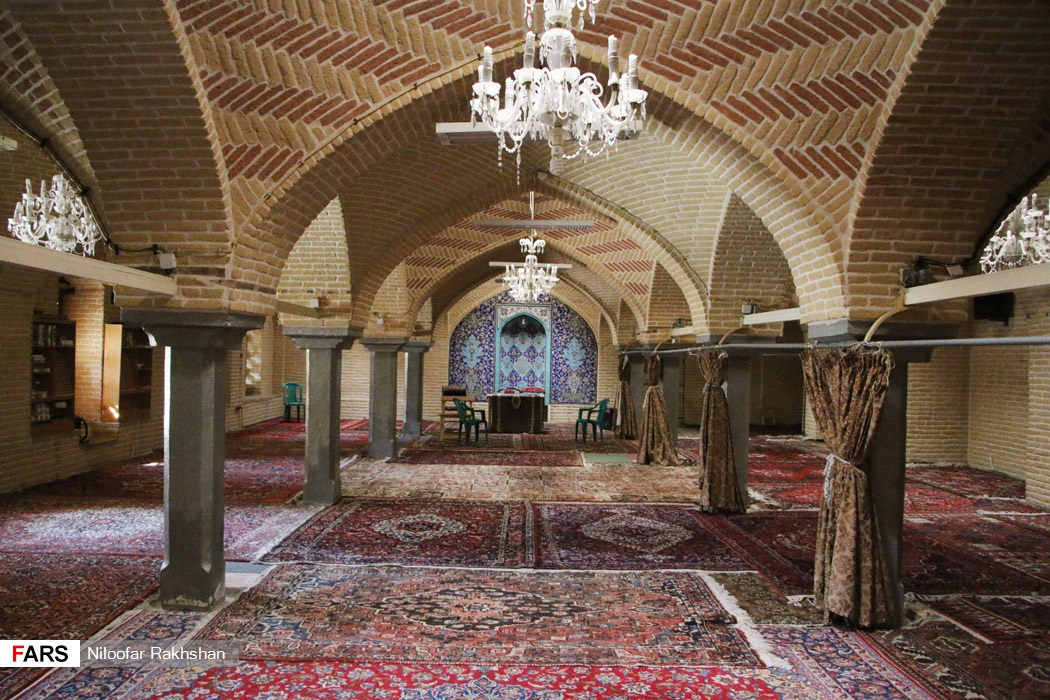
Interieur Jameh moskee
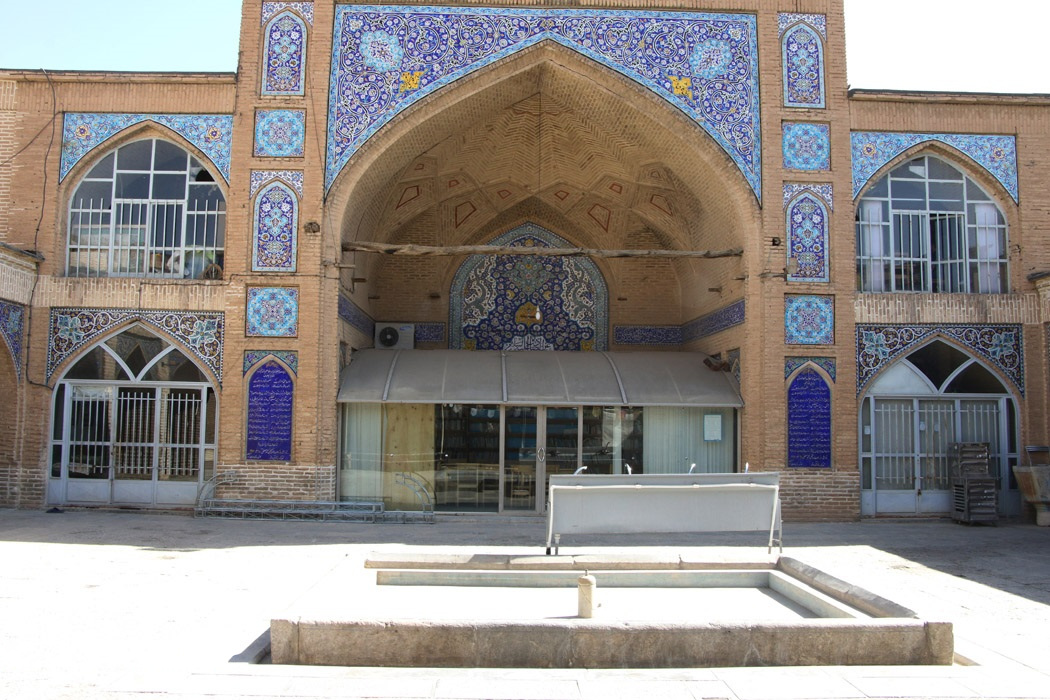
Voorgevel Jameh moskee
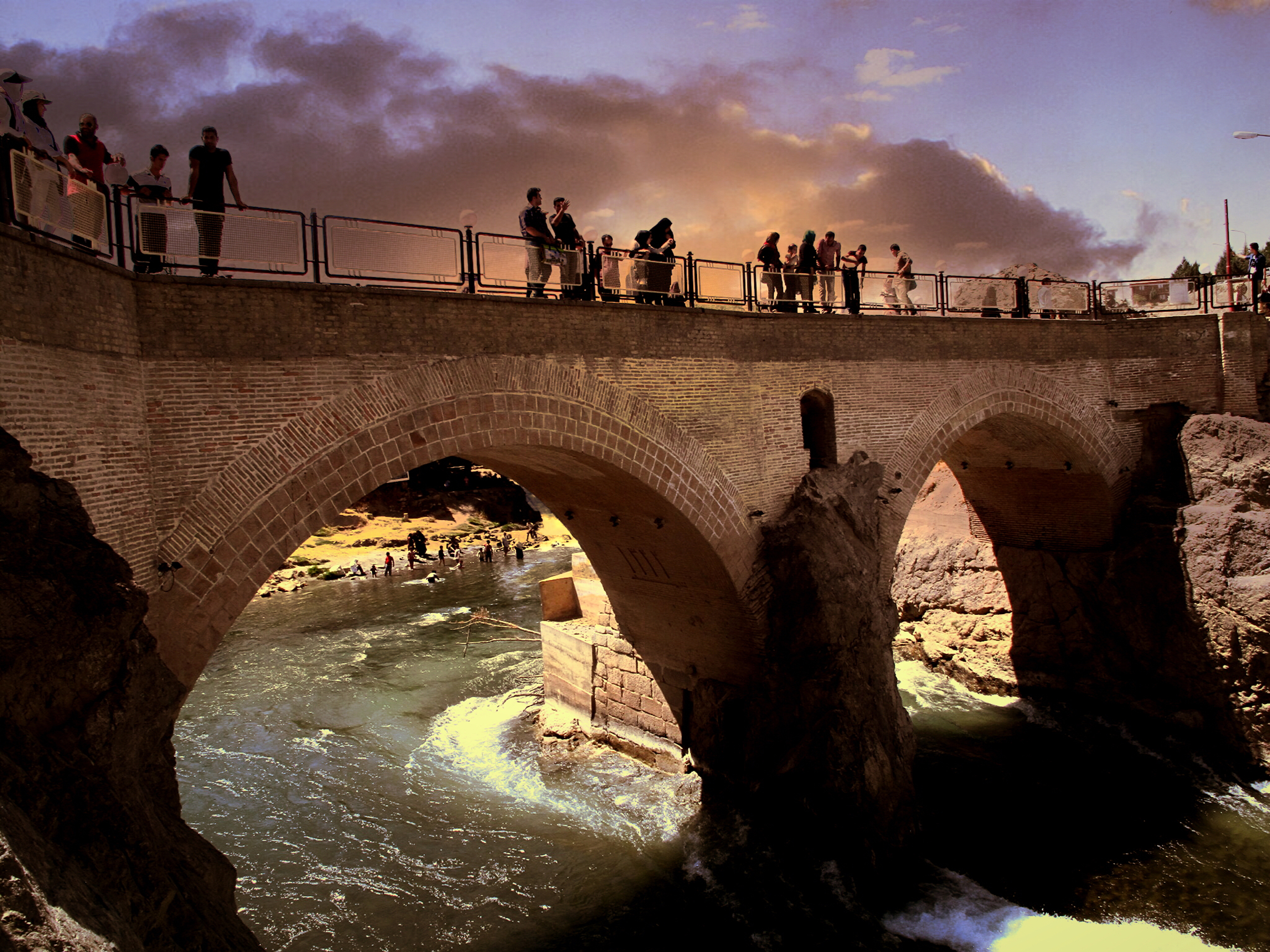
Monumentale brug
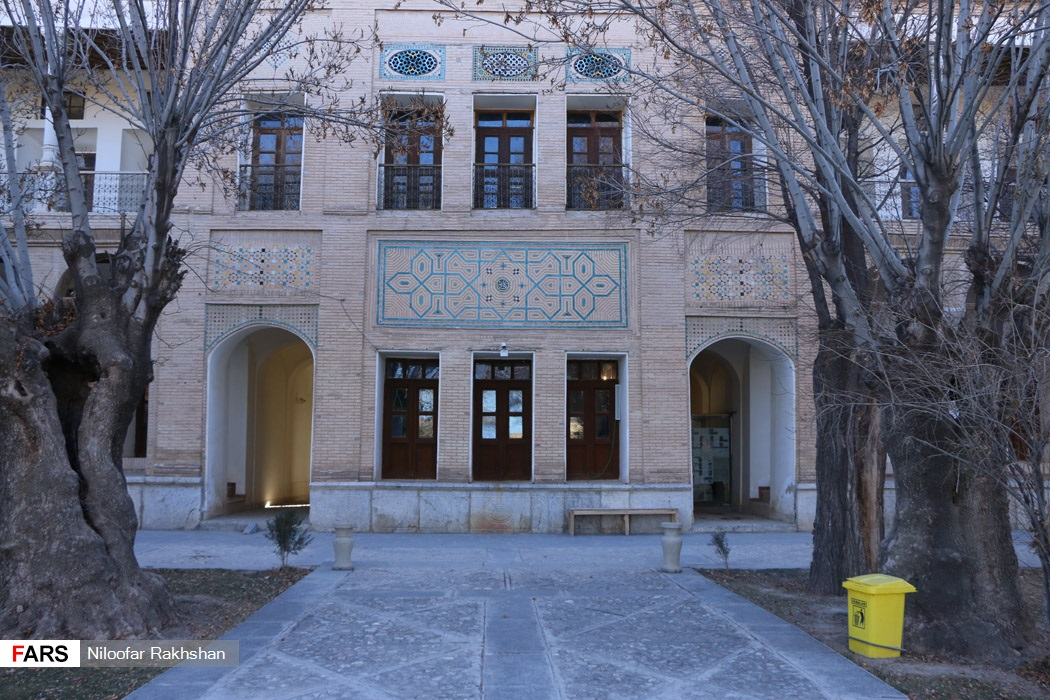
Dezak kasteel, historisch museum
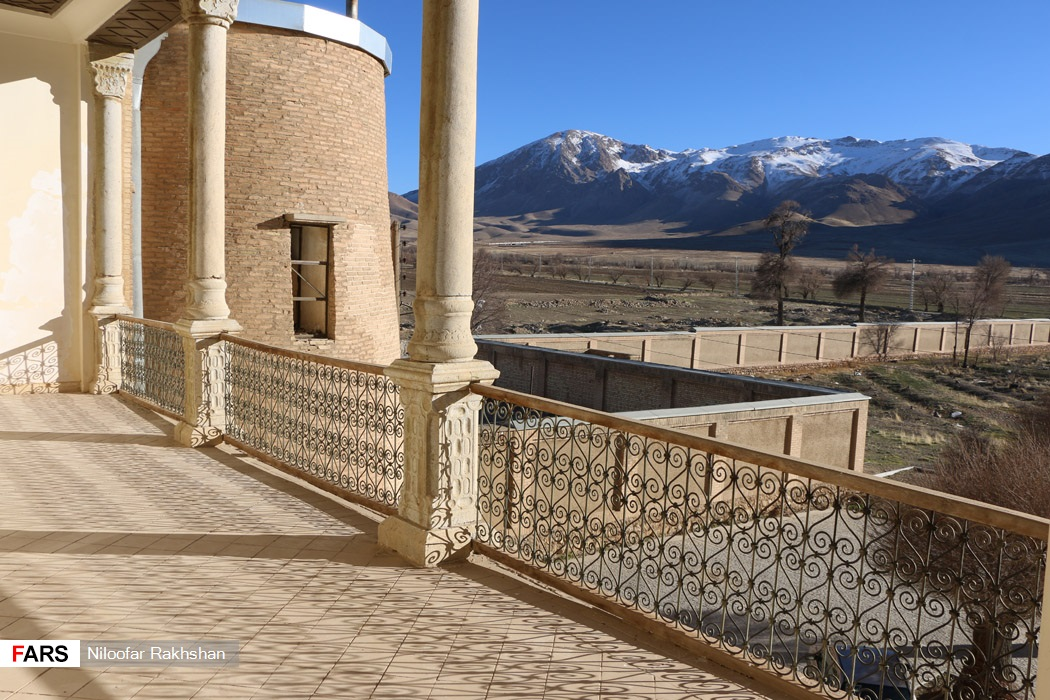
Dezak kasteel
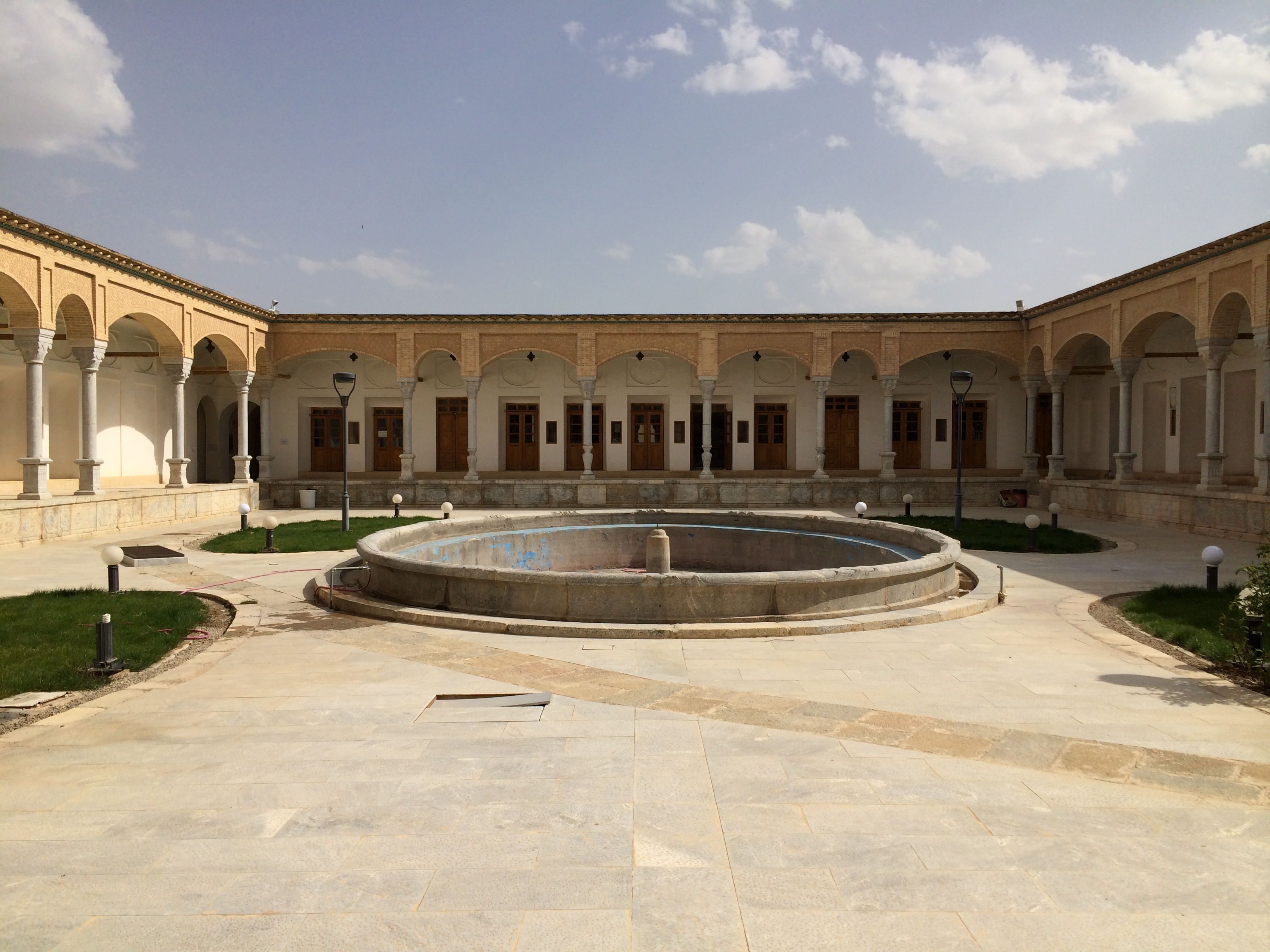
Sotudeh, voormalig paleis van regionale khan
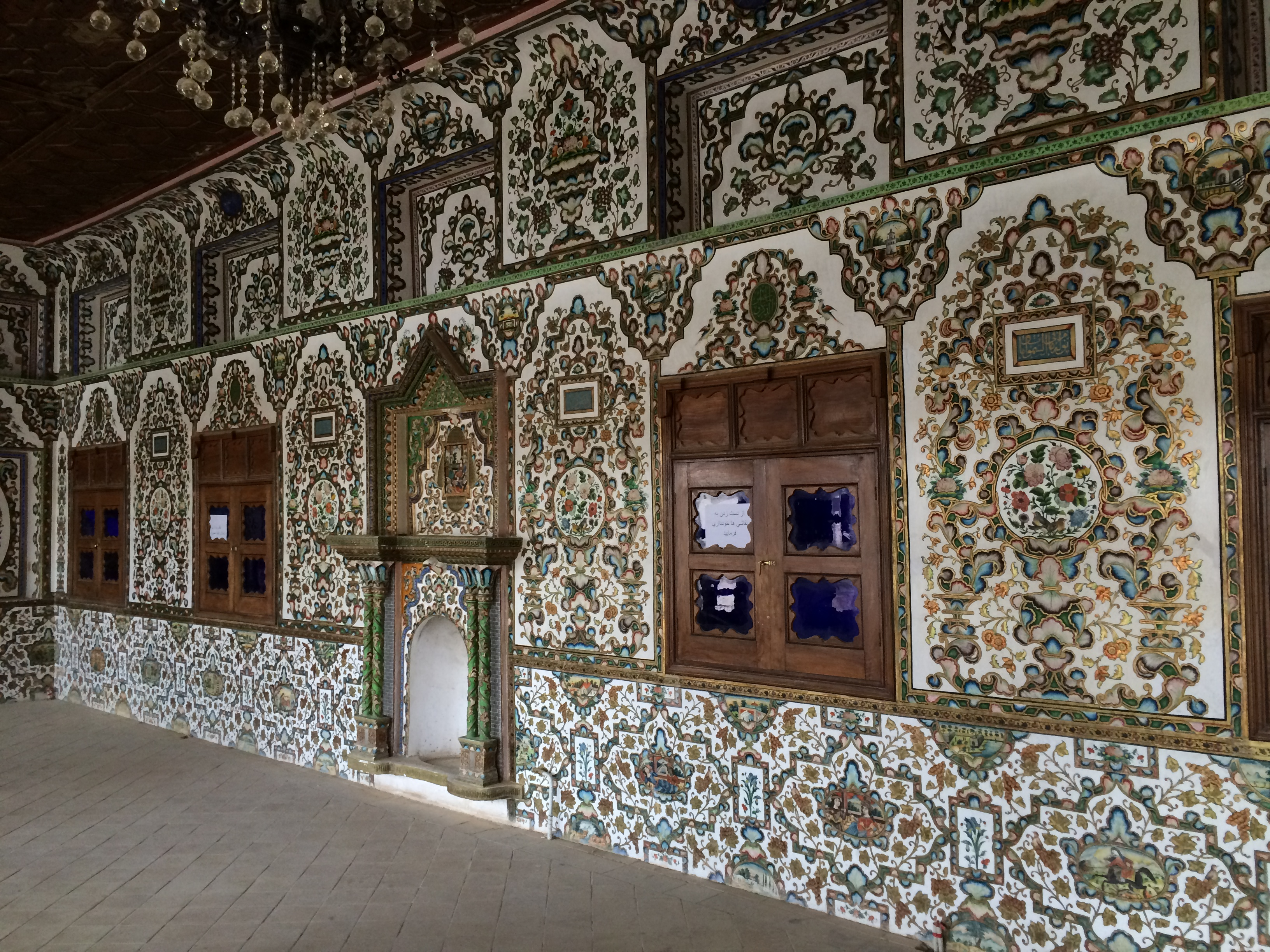
Sotudeh-paleis, interieur